# دیلن فلچر
دیلن فلچر (انگلیسی: Dylan Fletcher؛ زادهٔ ۲ آوریل ۱۹۸۸) قایقران قایق بادبانی اهل بریتانیا است.